# بات بورتر
بات بورتر (بالإنجليزية: Pat Porter)‏ هو منافس ألعاب قوى أمريكي، ولد في 31 مايو 1959 في وادينا في الولايات المتحدة، وتوفي في 26 يوليو 2012.

## وصلات خارجية
- بات بورتر على موقع الاتحاد الدولي لألعاب القوى (الإنجليزية)
- بات بورتر على موقع أوليمبيديا (الإنجليزية)
- بات بورتر على موقع IMDb (الإنجليزية)